# شبكات البث في الشرق الأوسط
شبكة تلفزيون الشرق الأوسط (MBN) هي مؤسسة إعلامية غير ربحية أمريكية تبث الأخبار والمعلومات في منطقة الشرق الأوسط وشمال أفريقيا باللغة العربية. يتألف عملها من شبكتين تلفزيونيتين (الحرة والحرة العراق) وراديو سوا والعديد من الشبكات الرقمية (الحرة وراديو سوا وارفع صوتك واصوات مغاربية والساحة). يتم تمويلها من قبل حكومة الولايات المتحدة من خلال منحة من الوكالة الأمريكية للإعلام العالمي (USAGM)، وهي وكالة فيدرالية مستقلة تعمل كجدار حماية لحماية الصحفيين من التأثير السياسي، وهناك أربع شبكات أخرى تحت مظلة USAGM: صوت أمريكا (VOA)، إذاعة أوروبا الحرة / إذاعة الحرية، راديو ذ تلفزيون مارتي، وراديو آسيا الحرة.
الدبلوماسي الأمريكي السابق السفير ألبرتو فرنانديزتم تعيينه رئيسًا لـ المؤسسة في عام 2017. في 4 نوفمبر 2018، قام بإعادة إطلاق وتقديم برامج جديدة مبتكرة عبر جميع المنصات.
تتمثل مهمة شبكات البث في الشرق الأوسط في توفير معلومات دقيقة وموضوعية حول منطقة الشرق الأوسط وشمال إفريقيا والسياسات الأمريكية، بالإضافة إلى تحليل متعمق يركز على مواضيع غير موجودة في وسائل الإعلام العربية الأخرى لتشجيع الشفافية والديمقراطية. بعد بث تقرير استقصائي يزعم وجود فساد داخل المؤسسات الدينية السنية والشيعية في العراق، أوقفت السلطات العراقية ترخيص قناة الحرة التلفزيونية التابعة لمؤسسة شبكات البث في الشرق الأوسط لمدة ثلاثة أشهر. واحتجاجا على ذلك قامت قناة الحرة والمؤسسة الام بتسريح كافة موظفيها في عموم العراق ماعدا مكتب اربيل كنوع من الحماية لهم وسط ظروف وتهديدات الحقت بهم على اثر الاحتجاجات العراقين في ثورة تشرين

## التاريخ والتمويل
كان الغرض من إطلاق MBN وشبكاتها هو مواجهة التحيز المناهض لأمريكا الذي تروج له الشبكات التلفزيونية العربية والدولية الرائدة وتأثير هذه القنوات على الرأي العام العربي فيما يتعلق بالولايات المتحدة  MBN وشبكاتها تهدف إلى خدمة كبديل لهذه القنوات من خلال تقديم الأخبار بطريقة أكثر توازناً وموضوعية في محاولة لتحسين صورة الولايات المتحدة في العالم العربي.
كان نورمان باتيز، مؤسس ورئيس مجلس إدارة شركة ويستوود وان للإعلام الجماهيري، القوة الدافعة وراء إطلاق راديو سوا في عام 2002، وهي شبكة إذاعية باللغة العربية تديرها الولايات المتحدة الأمريكية وتبث مزيجًا من الموسيقى والأخبار. عمل باتيز كعضو في مجلس إدارة BBG آنذاك، وهي حاليًا الوكالة الأمريكية للإعلام العالمي (USAGM)، وهي الوكالة الفيدرالية المستقلة الأمريكية التي تشرف على جميع البرامج الإذاعية والتلفزيونية الأجنبية غير العسكرية.
نشأت فكرة إطلاق الحرة عام 2004 من نجاح راديو سوا في الوصول إلى جمهور الشباب في الشرق الأوسط. يعتقد باتيز أن آراء الجماهير العربية تجاه الولايات المتحدة قد تأثرت سلبًا بتركيز شبكات الأخبار العربية الحالية على تغطية الحروب في العراق وأفغانستان والصراع الإسرائيلي الفلسطيني. لقد تصور أنه من خلال تقديم مجموعة واسعة من وجهات النظر حول هذه الصراعات والسياسات الأمريكية الأخرى، بالإضافة إلى تغطية مجموعة متنوعة من القضايا الإقليمية والعالمية التي تهم الجمهور العربي، يمكن لقناة فضائية تمولها الولايات المتحدة أن تساعد في تحسين صورة أمريكا في المنطقة. سعياً وراء رؤية باتيز، طلبت إدارة بوش اعتمادات للقناة من الكونجرس، وحصلت على 62 مليون دولار لتمويل السنة الأولى من تشغيل القناة (بما في ذلك تكاليف بدء التشغيل). في خريف عام 2003، بدأ البناء لتجديد محطة تلفزيونية موجودة في Springfield ، VA إلى منشأة بث حديثة للقناة الجديدة. تم الانتهاء من البناء بعد أقل من ستة أشهر، وبثت قناة الحرة الأولى في 14 فبراير 2004.

## نظام البرامج
في إعادة هيكلة وإعادة إطلاق قناة الحرة، زادت المحطة نشراتها الإخبارية من 4 إلى 12 ساعة كل يوم يتم تسليمها من خلال مجموعة جديدة تمامًا من المذيعين الإخباريين والبرامج الإخبارية، ودمجت البث المباشر من استوديوهات جديدة بالقرب من واشنطن العاصمة ودبي. كما قدمت قناة الحرة مقاطع إخبارية حول القضايا المتعلقة بشمال إفريقيا وأخذت في التعمق أكثر في القصص الإخبارية من البرامج الأمريكية الجديدة بما في ذلك برنامج «ديباتابل» الأسبوعي الذي يقدمه إبراهيم عيسى، والذي يناقش التحليل النقدي العميق للإسلام السياسي. «كلمة الحقيقة» برنامج أسبوعي تقدمه جمانة حداد، يوفر منبرا لأصوات المثقفين الصامتة لتبادل الأفكار المهمشة في الدول العربية. «الإسلام الحر»، قدمه إسلام البحيري، يستكشف قيم التنوير وتكييفها ودمجها في «الإسلام الحر المعتدل» كجزء من الحياة اليومية. «سام وعمار»، برنامج أسبوعي يستضيفه اثنان من المثقفين الليبراليين الذين يشاركون وجهات نظرهم غير المصفاة والمتطورة حول الشؤون الحالية ويسلطون الضوء على قرارات واشنطن السياسية والاقتصادية التي تؤثر على منطقة الشرق الأوسط وشمال إفريقيا؛ «التقارير الاستقصائية» برنامج أسبوعي يهدف إلى إجراء تحقيقات عميقة من وحدة الأخبار الاستقصائية الجديدة كليًا؛ «الحديث سوري» برنامج أسبوعي يبحث في الصراع الدائر في سوريا. «عاصمة القرار»، برنامج أسبوعي يحلل السياسة الخارجية للولايات المتحدة.
استخدامات أخرى
- شبكة متعددة الحاملات، وهي نوع من شبكات الاتصالات السلكية واللاسلكية التي يمكن أن تحمل حزمة بيانات عبر واحد من عدة حمالات بديلة
- لغة Macaguán (ISO 639-3: mbn)، لغة Guahiban المستخدمة في كولومبيا
- مطار ماونت بارنيت (IATA: MBN)، المطار الذي يخدم محطة Mount Barnett ، أستراليا الغربية
- الخطوط الجوية الزامبية (ICAO: MBN)، الناقل الوطني السابق لزامبيا
- MBN Explorer (MesoBioNano Explorer)، حزمة برامج لمحاكاة الديناميات الجزيئية، وتحسين الهيكل، ومحاكاة مونت كارلو الحركية